# Zōri
 (octobre 2020).
Si vous disposez d'ouvrages ou d'articles de référence ou si vous connaissez des sites web de qualité traitant du thème abordé ici, merci de compléter l'article en donnant les références utiles à sa vérifiabilité et en les liant à la section « Notes et références ».

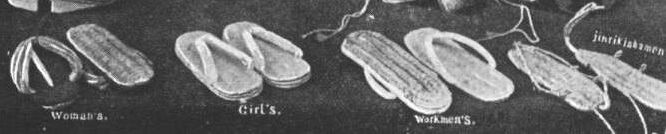
Zōri de paille, XIXe siècle, avec à droite des waraji.

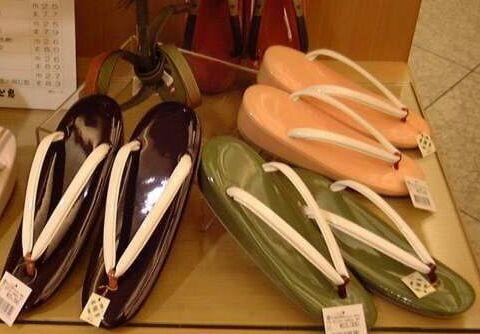
Zōri modernes pour femme.

Les zōri (草履) sont des sandales japonaises.

## Présentation
Elles sont formées d'une semelle plate et de deux lanières rondes passant entre le gros orteil et le deuxième orteil, puis se séparant pour s'arrimer sur le côté de la semelle aux trois quarts de sa longueur. Les zōri sont souvent portées avec des chaussettes séparant le gros orteil des autres orteils, les tabi.

## Matières et formes
Traditionnellement, la semelle supérieure des zōri était faite de paille de riz ou en Juncus effusus (« Jonc épars » ou Igusa). Les brins sont disposés transversalement, puis attachés par des fils courant sur la longueur de la semelle, une technique comparable à celle employée pour la confection des tatamis. Les lanières sont le plus souvent en velours. La semelle inférieure, cousue à la paille, était généralement en cuir. Aujourd'hui, il est toujours possible de trouver des zōri à semelle de paille. La semelle inférieure est généralement en caoutchouc ou en plastique.
Grâce aux matériaux modernes, il existe une grande variété de modèles, le plus souvent à base de caoutchouc recouvert de plastique brillant (imitant quelque peu la laque), avec des hauteurs de semelles variées.

## Utilisation
Peu coûteuses, séchant rapidement et permettant la circulation de l'air autour des pieds, les zōri sont adaptées aux climats humides du Japon. Elles permettent en outre de se déchausser rapidement en entrant dans les bâtiments traditionnels ou dans les logements.
Les zōri à semelle de paille ne sont plus guère portées qu'à la campagne ou dans le cadre des arts martiaux, pour éviter de se salir les pieds durant le trajet entre le vestiaire et le tatami.
Les zōri contemporaines, portées avec des tabi en général blanches, sont en revanche l'accessoire indispensable du traditionnel kimono, notamment porté dans les grandes occasions, mais aussi dans la vie quotidienne, en particulier par les femmes âgées peu habituées aux chaussures fermées.

## Diversification
Les zōri japonaises ont inspiré la société brésilienne Alpargatas lorsqu'elle a créé les fameuses tongs brésiliennes, les Havaianas.